# Le Testament de la tante Caroline
Le Testament de la tante Caroline (títol original en francès i txec, en català El testament de la tia Caroline) és una obra dramaticomusical en tres actes composta el 1932 per Albert Roussel sobre un llibret en francès i txec de Michel Veber. Es va estrenar el 14 de novembre de 1936 al Teatre Moravià d'Olomouc. S'estrenà en txec amb el títol Testament Tetý Karoliny.